# Amblyscirtes
Amblyscirtes là một chi bướm ngày thuộc họ Bướm nâu.

## Danh sách loài
| - A. aenus Edwards, 1878 - A. aesculapius Fabricius, 1793 - A. alternata Grote and Robinson, 1867 - A. anubis - A. belli Freeman, 1941 - A. brocki - A. carolina Skinner, 1892 - A. cassus Edwards, 1883 - A. celia Skinner, 1895 - A. elissa Godman, 1900 | - A. eos Edwards, 1871 - A. exoteria Herrich-Schäffer, 1869 - A. fimbriata Plötz, 1882 - A. florus - A. fluonia - A. folia - A. hegon Scudder, 1863 - A. linda Freeman, 1943 - A. nereus Edwards, 1876 - A. novimmaculatus | - A. nysa Edwards, 1877 - A. oslari Skinner, 1899 - A. patriciae - A. phylace Edwards, 1878 - A. raphaeli - A. reversa Jones, 1926 - A. simius Edwards, 1881 - A. texanae Bell, 1927 - A. tolteca Scudder, 1872 - A. vialis Edwards, 1862 |